# Амангельды (Урджарский район)
Амангельды (каз. Амангелді) — село в Урджарском районе Абайской области Казахстана. Входит в состав Акжарского сельского округа. Код КАТО — 636433200.

## Население
В 1999 году население села составляло 225 человек (118 мужчин и 107 женщин). По данным переписи 2009 года, в селе проживало 197 человек (101 мужчина и 96 женщин).